# Mass Grave
| Recensione         | Giudizio |
| ------------------ | -------- |
| Distorted Sound    |          |
| Louder Sound       |          |
| New Noise Magazine |          |

Mass Grave è il quarto album in studio del gruppo musicale italiano Hierophant, pubblicato il 4 novembre 2016 dalla Season of Mist.

## Tracce
Testi e musiche degli Hierophant.
1. Hymn of Perdiction – 1:04
2. Execution of Mankind – 0:39
3. Forever Crucified – 1:20
4. Mass Grave – 3:16
5. Crematorium – 1:47
6. In Decay – 3:26
7. Sentenced to Death – 4:20
8. The Great Hoax – 1:18
9. Trauma – 2:09
10. Eternal Void – 11:16

## Formazione
- Lorenzo "Lollo" Gulminelli – voce, chitarra
- Steve Scanu – chitarra, sintetizzatore
- Giacomo Rapposelli – basso, voce secondaria
- Ben Tellarini – batteria